# Cina ai Giochi della XXVIII Olimpiade
La Cina partecipò ai Giochi della XXVIII Olimpiade, svoltisi ad Atene, Grecia, dal 13 al 29 agosto 2004, con una delegazione di 384 atleti impegnati in trentuno discipline.

## Medaglie
La Cina ottenne in totale 63 medaglie, 32 d'oro, 17 d'argento e 14 di bronzo.

## Risultati

### Calcio
- Donne

| Atleta | Classifica |                 |
| --- | --- | --------------- |
| V · D · M Nazionale cinese femminile · Calcio ai Giochi Olimpici Estivi 2004 1 Xiao Z. · 2 Jin X. · 3 Li J. · 4 Wang L. · 5 Fan Y. · 6 Pu W. · 7 Zhang O. · 8 Bi Y. · 9 Han D. · 10 Teng W. · 11 Bai L. · 12 Qu F. · 13 Liu H. · 14 Shi D. · 15 Ren L. · 16 Zhang Y. · 17 Ji T. · 18 Gao Y. · CT : Zhang H. | 9° |                 |
| Nazionale cinese femminile · Calcio ai Giochi Olimpici Estivi 2004 | |                 |
| 1 Xiao Z. · 2 Jin X. · 3 Li J. · 4 Wang L. · 5 Fan Y. · 6 Pu W. · 7 Zhang O. · 8 Bi Y. · 9 Han D. · 10 Teng W. · 11 Bai L. · 12 Qu F. · 13 Liu H. · 14 Shi D. · 15 Ren L. · 16 Zhang Y. · 17 Ji T. · 18 Gao Y. · CT: Zhang H.                                                                               | 1 Xiao Z. · 2 Jin X. · 3 Li J. · 4 Wang L. · 5 Fan Y. · 6 Pu W. · 7 Zhang O. · 8 Bi Y. · 9 Han D. · 10 Teng W. · 11 Bai L. · 12 Qu F. · 13 Liu H. · 14 Shi D. · 15 Ren L. · 16 Zhang Y. · 17 Ji T. · 18 Gao Y. · CT: Zhang H. | Cina (bandiera) |

### Pallacanestro
- Uomini

| Atleta | Classifica |
| --- | ---------- |
| V · D · M Nazionale cinese - Pallacanestro ai Giochi della XXVIII Olimpiade - Torneo maschile 4 Chen · 5 Liu · 6 Zhang Y. · 7 Guo · 8 Zhu · 9 Zhang J. · 10 Li · 11 Yi · 12 Mo · 13 Yao · 14 Mengke · 15 Du · All. Del Harris | 8°         |
| Nazionale cinese - Pallacanestro ai Giochi della XXVIII Olimpiade - Torneo maschile |            |
| 4 Chen · 5 Liu · 6 Zhang Y. · 7 Guo · 8 Zhu · 9 Zhang J. · 10 Li · 11 Yi · 12 Mo · 13 Yao · 14 Mengke · 15 Du · All. Del Harris                                                                                               |            |

- Donne

| Atleta | Classifica |
| --- | ---------- |
| V · D · M Nazionale cinese - Pallacanestro ai Giochi della XXVIII Olimpiade - Torneo femminile 4 Song · 5 Bian · 6 Pan · 7 Hu · 8 Miao · 9 Zhang · 10 Sui · 11 Ye · 12 Chen L. · 13 Wang · 14 Ren · 15 Chen N. · All. Gong Luming | 9°         |
| Nazionale cinese - Pallacanestro ai Giochi della XXVIII Olimpiade - Torneo femminile |            |
| 4 Song · 5 Bian · 6 Pan · 7 Hu · 8 Miao · 9 Zhang · 10 Sui · 11 Ye · 12 Chen L. · 13 Wang · 14 Ren · 15 Chen N. · All. Gong Luming                                                                                                |            |